# Ernst Eduard Wiltheiss
Ernst Eduard Wiltheiss   (Worms, 12 de juny de 1855 - Halle, 7 de juliol de 1900) va ser un matemàtic alemany, conegut pels seus treballs sobre funcions hiperel·líptiques.

## Vida i Obra
Fill d'un enquadernador, va anar a l'escola i a l'institut de Worms, abans d'entrar a la universitat de Giessen, on només hi va estar un curs. A partir de 1876 va continuar els seus estudis matemàtics a la universitat de Berlín, en la qual es va doctorar el 1879 llegint una tesi sobre sistemes d'equacions diferencials hiperel·líptiques dirigida per Karl Weierstrass.
L'any 1881 es va habilitar per la docència a la universitat de Halle en la qual va fer classes com a professor adjunt (1881-1886) i com a professor titular (1886-1892). El 1890 va ser un dels membres fundadors de l'Associació Alemanya de Matemàtics.
El maig de 1892 va ser intervingut d'una severa malaltia sense èxit. L'estiu del mateix any va prendre la jubilació forçosa. Va morir al cap d'uns anys al Hospital Universitari de Halle.
Wiltheiss va ser un estudiós de les transformacions de les funcions abelianes de gènere 2. Partint de les indicacions de Kronecker va intentar superar el plantejament algebraic d'aquest, per establir una completa teoria analítica.